# Odontomelus kwidschwianus
Odontomelus kwidschwianus är en insektsart som beskrevs av Rehn, J.A.G. 1914. Odontomelus kwidschwianus ingår i släktet Odontomelus och familjen gräshoppor. Inga underarter finns listade i Catalogue of Life.